# 1992 ST1

1992 ST1

1992 ST1 är en asteroid i huvudbältet, som upptäcktes den 26 september 1992 av den japanske amatörastronomen Atsushi Sugie i Dynic-observatoriet.
Asteroiden har en diameter på ungefär 20 kilometer och den tillhör asteroidgruppen Dora.